# K.u.k. Infanterieregiment „Graf von Beck-Rzikowsky“ Nr. 47

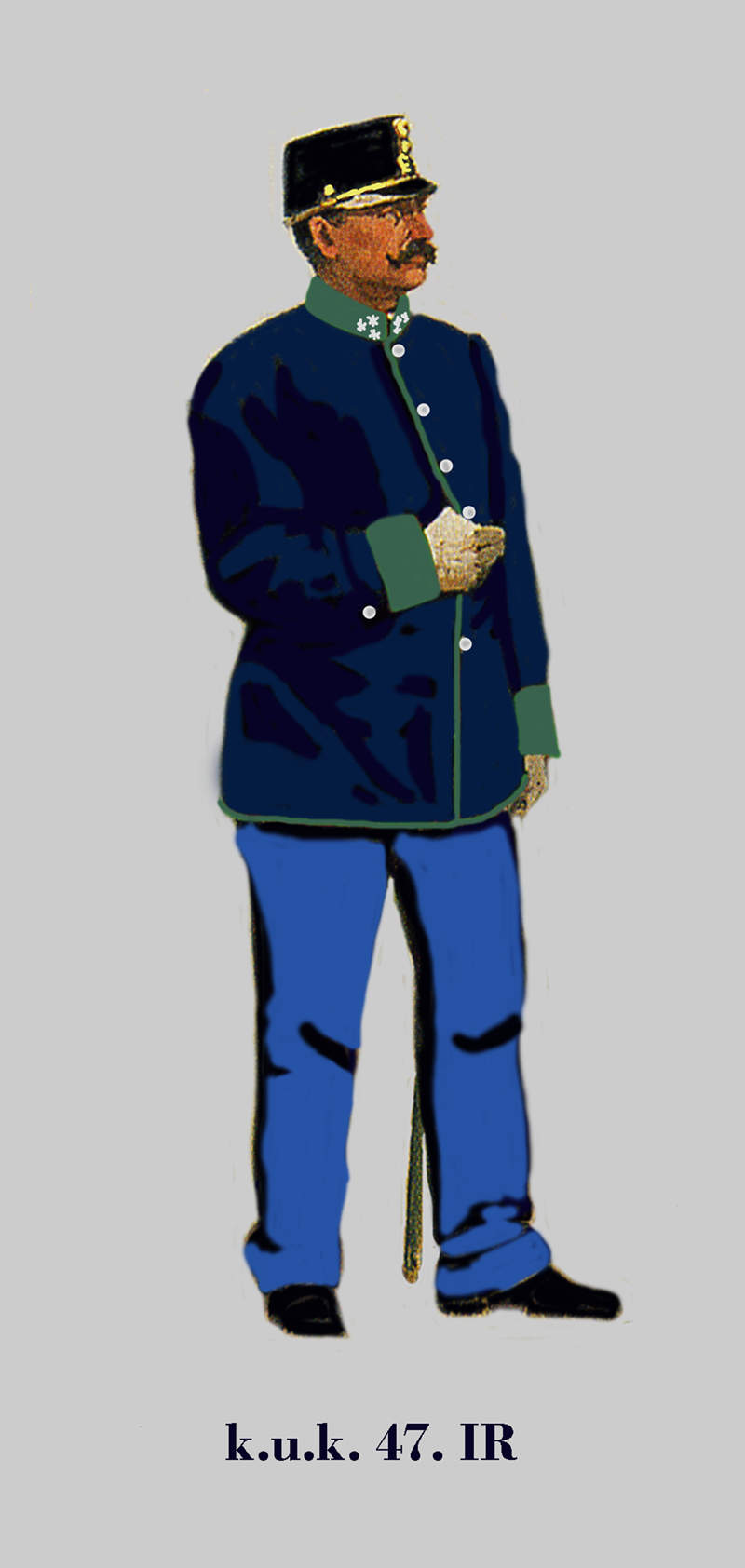
Dienstadjustierung eines Offiziers des IR Nr. 47

Das Infanterie-Regiment 47 war ein militärischer Verband der kaiserlich-habsburgischen und später der k.u.k. Armee. Es entstammte den Regimentern Jung- und Alt-Starhemberg, O’Gilvy sowie Württemberg-Mömpelgard und erhielt erst im Jahre 1769 die Regimentsnummer Nr. 47.

## Geschichte
Kaiser Leopold I. ordnete am 3. Februar 1682 die Vermehrung der Armee an, weil auf Betreiben der französischen Diplomatie das Osmanische Reich zum Krieg gegen das Heilige Römische Reich rüstete. Es wurden sechs neue Infanterie-Regimenter errichtet, unter diesen befand sich auch das in Schlesien formierte Infanterie-Regiment Nr. 47.
Zum ersten Obristen und Inhaber wurde Obrist Georg Olivier von Wallis ernannt. Am 6. April erhielt Freiherr von Wallis die Weisung, aus dem Zeughaus zu Prag 800 Musketen mit Radschlössern, 150 Piken, 50 Kurzgewehre zu übernehmen und am 7. die Bewilligung auch in Breslau und Bamberg Werbungen vorzunehmen.
Im großen Türkenkrieg von 1683 befand sich das Regiment beim Entsatzheer von Wien und kämpfte am 12. September in der Schlacht am Kahlenberg. Am 9. Oktober folgte die Teilnahme an der Schlacht bei Párkány und am 27. Juni bei Waitzen, am 22. Juli 1684 in der Schlacht bei Ofen. Am 15. August 1685 nahmen die Truppen an der Schlacht bei Gran teil, am 2. September 1686 bei der Eroberung von Ofen, am 20. Oktober befand es sich unter seinem Inhaber FML Wallis bei der Eroberung von Szegedin. Am 12. August 1687 nahm das Regiment an der Schlacht bei Mohacs, 1688 am Sturm auf Belgrad und 1690 an der Belagerung von Belgrad teil. Am 19. August 1691 in der Schlacht bei Slankamen verlor das Regiment neben 369 Mann auch 10 Offiziere, ferner nahmen die Truppen 1692 an der Eroberung von Großwardein und 11. September 1697 unter dem Oberbefehl von Prinz Eugen an der Schlacht bei Zenta teil.
Im Spanischen Erbfolgekrieg stand das Regiment in Italien und focht in der Schlacht bei Luzzara (15. August 1702), an allen wichtigen Aktionen der Feldzüge 1703 bis 1705 hatte das Regiment Anteil und focht mit besonderer Auszeichnung am 7. September 1706 beim Entsatz von Turin und blieb die folgenden Jahre bis 1711 bei der Armee in Oberitalien.
Im Türkenkrieg von 1716 in der Schlacht von Peterwardein (5. August) und bei der nachherigen Belagerung von Temesvar, wo der Regimentsinhaber Graf Harrach als Brigadier sein Regiment persönlich beim Sturm auf Palanka führte. Am 16. August 1717 nahm das Regiment an der Schlacht bei Belgrad teil.
Im Feldzug von 1734 kämpfte das Regiment in Oberitalien am 29. Juni in der Schlacht bei Parma, am 15. September bei Quistello und am 19. September in der Schlacht bei Guastalla. Im Türkenkrieg von 1737 führte das Regiment und seine Grenadiere den Angriff auf die Bergfest Usitza und im September den Angriff gegen die türkische Übermacht bei Islaty, vor der sie sich zurückziehen mussten.
Im Österreichischen Erbfolgekrieg focht das Regiment am 10. April 1741 in der Schlacht bei Mollwitz, am 17. Mai 1742 bei Chotusitz, 1744 im Feldzug am Rhein, in Elsass und in Böhmen. Im Jahr 1745 focht das Regiment am 4. Juni in der Schlacht bei Hohenfriedberg und am 30. September bei Trautenau.
Im Siebenjährigen Krieg nahmen die Truppen 1756 an der Schlacht bei Lobositz (1. Oktober), an der Schlacht bei Prag (6. Mai) und Kolin (18. Juni) teil, bei der Expedition auf Gabel (15. Juli) führten 4 Grenadier-Kompagnien unter Major Normann den Angriff und ließen das Stadttor einschießen. Das Regiment focht am 7. September im Treffen am Moisberg bei Görlitz, machte die Belagerung von Schweidnitz mit und erlitt in der Schlacht von Breslau (22. November) schwere Verluste. Dann kämpften die Truppen am 5. Dezember 1757 in der Schlacht bei Leuthen und am 14. Oktober 1758 bei Hochkirch. Im März 1759 beim Treffen bei Meissen zeichnete sich das Regiment bei der Behauptung von Parsdorf aus, Ende September verstärkte man die Besatzung von Dresden. Am 3. November 1760 fochten die Truppen in der Schlacht bei Torgau, nahm am 1. Oktober 1761 an der Eroberung von Schweidnitz teil und 1762 stand das Regiment bei der kaiserlichen Armee in Sachsen und war am 16. August beim Treffen von Pejle unweit Reichenbach involviert.
Im Bayerischen Erbfolgekrieg von 1778/79 war das Regiment bei der kaiserlichen Hauptarmee in Böhmen ohne Feindkontakt eingeteilt, 1790 stand es bei der Observations-Armee gegen Preußen in Mähren. Das Leib-Bataillon brach im August 1790 nach Brabant auf, wo man die Einnahme von Namur (24. November) beiwohnte und dort Besatzung bis 1. Mai 1792 verblieb.
Zu Beginn der Revolutionskriege befand sich das zur Armee aus Böhmen nach Lothringen abgerückte Oberst-Bataillon im August und September 1792 beim Feldzug in der Champagne. Im Feldzug von 1793 taten sich das Leib- und Oberstbataillon 9. Juni im Gefecht von Arlon hervor und kämpften 1794 im Treffen bei Aprimont an der Maas, verteidigte im April mehrere Posten im Luxemburgischen und bestand im Mai die Gefecht bei Bouillon und Neufchâtel. Am 3. Juni 1794 war das Regiment in der Schlacht von Charleroi und am 26. Juni in der Schlacht bei Fleurus involviert.
Im Jahr 1795 befand sich das Regiment in Süddeutschland, stand am 5. und 6. September im Gefecht bei Mindelheim, am 18. und 19. September bei Limburg an der Lahn und nahm am 29. Oktober bei Erstürmung der französischen Linien vor Mainz teil und war an der Einnahme von Worms beteiligt.
1796 zeichnete sich das Regiment am 14. und 21. Juni bei Zurückweisung der französischen Angriffe in der Rheinschanze bei Mannheim aus, focht im Juli bei Rastatt, Durmersheim und Esslingen, im August bei Forchheim, Katzenstein, Neumark und Erbach und nahm unter Erzherzog Karl am 3. September auch an der Schlacht bei Würzburg teil.
Im Feldzug von 1799 war das Regiment in Tirol und Vorarlberg tätig, am 17. März bei Martinsbruck, bei Finstermünz und am 25. März im Gefecht bei Nauders und im Gefecht bei Taufers. Das zweite und dritte Battalion des Regiments kämpften bei der Behauptung mehrerer Posten im Kanton Uri und im Gefecht an der Teufels-Brücke am 25. September; später vereinigten sich alle drei Bataillone beim Marsch nach Mailand. Das Grenadier-Bataillon des Regiments nahmen am 15. August auch an der Schlacht bei Novi teil. Im Feldzug von 1799 hatte man insgesamt Verluste von 30 Offizieren und 400 Mann an Toten sowie 15 Offiziere und 800 Mann an Verwundeten und Gefangenen.
Im Feldzug von 1800 stand das Regiment vom 19. Mai bis 1. Juni im Aostatal und erlitt beim Rückzug vom Felsenschloss Bard abermals herbe Verluste - wobei ein Generalangriff des französischen Generals Loison zunächst kräftig abgeschlagen werden konnte. Das Grenadier-Bataillon focht am 14. Juni 1800 in der Schlacht bei Marengo, wobei 4 Stabs-, 32 Oberoffiziere und über 700 Mann und beinahe mit gleichem Verlust am 25. und 26. Dezember in der Schlacht bei Pozollo und Valeggio eintraten. Im Feldzug von 1805 kämpfte das Regiment in Tirol und wirkte zur Verteidigung des Grenzpasses Schamitz mit.
Im Feldzug von 1809 war das Regiment beim I. Armeekorps unter Graf Bellegarde eingeteilt, bis zur Schlacht bei Aspern kam es nicht ins Gefecht, aber am 21. und 22. Mai tat es sich bei der Behauptung des Dorfes Aspern hervor. Der Brigadier Baron Wacquant hatte sich dabei mit der Regimentsfahne des ersten Bataillons in der Hand an dessen Spitze gestellt, sich der Höhen zwischen Wagram und Baumersdorf bemächtigt, drängte die Franzosen über den Russbach zurück und besetzte die wiedergewonnene Stellung. Tags darauf rettete Oberst Graf Bentheim durch sein Ausharren auf der Höhe zwischen Baumersdorf und Wagram die ganze Regimentsartillerie und erleichterte den rechten Flügel des II. und IV. Armeekorps den Rückzug. Der Gesamtverlust des Regimentes im Feldzuge 1809 betrug über 2000 Mann.
Im Feldzug von 1813 war das Regiment dem II. Armeekorps zu geteilt, am 26. und 27. August kämpfte man in der Schlacht um Dresden; am 18. September im Gefecht bei Kinnitz. Dann Mitte Oktober in der entscheidenden Schlacht bei Leipzig (am 17. und 18. Oktober im Treffen bei Connewitz) und am 9. November im Gefecht bei Hochheim. Teile des Regiments nahmen an der Einschließung von Dresden teil und fochten beim Ausfall der Besatzung am Tor nach Pirna (29. Oktober). Im November zur Besatzung von Dresden eingeteilt, brachen das Regiment nach erfolgter Kapitulation der Stadt am 7. Dezember geschlossen zum Rhein auf.
Im Feldzuge von 1814 kämpfte das erste Bataillon in mehreren Gefechten, die im Departement de l’Aisne stattfanden, und zwar auf dem linken Flügel der verbündeten Armee, so bei Magon, Lons le Saunier, Arbois, Verigny, Pierre Chatel und insbesondere bei Bourg-en-Bresse. Das dritte Bataillon war auch an der Blockade von Belfort beteiligt. 1815 war das Regiment ab 4. Juli bei der Zernierung von Pfalzburg und später bei der Blockade von Strassburg eingesetzt.
Im Jahr 1821 - während des Feldzuges nach Neapel - waren die zwei Feld-Bataillone und das Grenadier-Bataillon gegen die neapolitanischen Insurgenten eingesetzt, kamen aber in kein Gefecht und blieben dort bis Ende Februar 1823 als Sicherung stehen.
Im Revolutionskrieg von 1848/49 in Italien war das Regiment bei Sona, Custozza und Volta bis zum Vorstoß nach Mailand eingesetzt. Am 29. März nach Triest eingeschifft, erhielt es seine Bestimmung unter FZM Laval Graf Nugent zum Vormarsch zum Isonzo. Es focht am 21. April bei der Einnahme von Udine, 10. Mai beim Übergang über die Piave, am 11. Mai im Gefechte bei la Stretta, am 12. Mai bei Treviso und, am 20. Mai bei Vicenza.
Am 5. Mai 1848 erfolgte bei Verona die Vereinigung mit der Armee des Feldmarschall Graf Radetzky. Das dritte Bataillon des Regiments, zuerst als Besatzung für Udine bestimmt, wurde bald zur Zernierung von Osoppo und später zu jener von Venedig abgelenkt. — Die beiden anderen Bataillone kämpften am 23. Juli in den Gefechten bei Sona. Ein Ruhmestag für das Regiment Kinsky wurde die Schlacht von Custozza (25. Juli), wo Oberst Bianchi mehrere Stunden unerschüttert seine angegriffenen Stellung hielt und selbst viermal stürmend angriff. Am 26. und 27. Juli focht das Regiment in der Schlacht bei Volta.
Im Feldzug von 1849 gegen Piemont war das Regiment in der Brigade des
Baron Bianchi beim II. Armeekorps eingesetzt und kämpfte am 25. März in der Schlacht bei Novara. Die Truppen warfen die Sarden aus dem Dorf Olengo und drangen bis Forsada nach, welche wichtige Stellung durch die nachrückenden Kaiserjäger endlich genommen werden konnte. Das Regiment hatte allein in dieser Schlacht einen Verlust von 20 Offizieren und 421 Mann, darunter 2 Offiziere und 67 Mann an Toten erlitten.
Im Italien-Feldzug von 1859 war das Regiment in der Stärke von vier Bataillons im V. Armee-Corps des FML Graf Stadion eingeteilt und focht am 24. Juni in der Schlacht bei Solferino, wo es mit einem Gesamtverlust von 20 Offizieren und 447 Mann, darunter 2 Offiziere und 40 Mann an Toten verzeichnete.
Im Feldzug von 1866 gegen Preußen war das Regiment dem II. Armeekorps des FML Thun und Hohenstein bei der Nord-Armee in Böhmen zugeteilt, die Truppen fochten am 3. Juli in der Schlacht bei Königgrätz (Einsatz im Swiepwald) mit einem Gesamtverlust von 22 Offizieren und 862 Mann, darunter 8 Offiziere und 154 Mann tot.
1873 war das Regiment in Klagenfurt stationiert, während das Reservekommando und die Station des Aufstockungsbezirks in Marburg stand.
Im Bosnischen Okkupations-Feldzug 1878 focht das Reserve-Regiment mit Auszeichnung am 7. August im Gefechte bei Zepce und 19. August bei der Einnahme von Sarajewo mit einem Gesamtverluste an Toten, Verwundeten und Vermissten im ganzen Feldzuge von 41 Mann.
In den Jahren 1903–1911 waren das Kommando des Regiments und die Bataillone 1., 2. und 4. in Görz stationiert, während das 3. Bataillon in Marburg lag. In den Jahren 1912–1914 waren das Kommando des Regiments und des 2. und 4. Bataillons in Görz und das 1. Bataillon in Quisca und das 3. Bataillon in Marburg stationiert.

## Einsatz im Ersten Weltkrieg
Zu Kriegsbeginn 1914 war das Regiment Teil der 28. Infanterie-Truppen-Division (FML Rudolf Kralicek, später FML Schneider von Mannsau) und bildete zusammen mit dem steirischen Schwesternregiment Nr. 27 die 56. Brigade (Generalmajor Johann Fernengel). Die ersten Kämpfe in Galizien erfolgte im Rahmen des III. Armeekorps (Gen. der Inf. Emil Colerus von Geldern) der Armeegruppe Köveß bzw. der k.u.k. 3. Armee. Nach der Schlacht von Grodek erlag am 8. September 1914 der Regimentskommandant Oberst Richard Mayer seiner Verwundung. In der Karpatenschlacht focht das Regiment nördlich Bartfeld. Am 8. August 1915 hatten die Truppen Anteil an der Erstürmung des Dnjestr-Brückenkopfes von Czernelica, danach verlegte das Regiment an die Front in Italien. Es folgten in der 3. und 4. Isonzoschlacht schwere Abwehrkämpfe auf den Monte Cosich und Stellungskämpfe um San Martino und den umkämpften Monte San Michele. 1916 folgten in der 7. und 8. Isonzoschlacht Stellungskämpfe um den Monte San Gabriele und die Verteidigung der Hermada-Stellung. Nach dem Durchbruch in der 12. Isonzoschlacht erfolgte im November 1917 der Vormarsch über Udine und den Tagliamento zum Piave. 1918 kämpfte das Regiment an der Front am Monte Grappa (Kämpfe am Monte Pertica, Erstürmung des Sasso Rosso) und in der Schlacht um den Monte Asolone.

## Regimentsinhaber
- 1682 FZM Oliver Freiherr von Wallis
- 1689 GM Franz Jörger de Tollet
- 1691 FML Rotger Wilhelm zu Öttingen-Baldern
- 1693 GM Graf Michael von Sapieha
- 1694 GM Lorenz Graf Solari
- 1704 FML Josef Philipp Graf Harrach
- 1764 FZM Friedrich Christian Markgraf zu Brandenburg-Kulmbach
- 1769 FZM Karl Reinhard von Ellrichshausen
- 1779 FZM Franz Joseph Kinsky
- 1805 FML Ludwig von Vogelsang
- 1823 GM Josef Klopstein von Ennsbruck
- 1824–1827 Vacant
- 1827 FZM Anton von Kinsky
- 1864 FZM Ernst Ritter von Hartung
- 1879 FZM Eduard von Litzelhofen († 1882)
- 1883 FZM Friedrich von Beck-Rzikowsky
- 1915 keine Inhaber mehr

## Regimentskommandeure
- Oberst Friedrich von Bianchi 1846–1848
- Oberst Lukas nobile de Giorgi (1873)
- Oberst Hugo von Leeb (1903)
- Oberst Emanuel Piwetz (1904–1906)
- Oberst Peter Hofmann (1907)
- Oberst Franz Kalser von Maasfeld (1908–1911)
- Oberst Richard Mayer (1912–1914)